# Roercommando

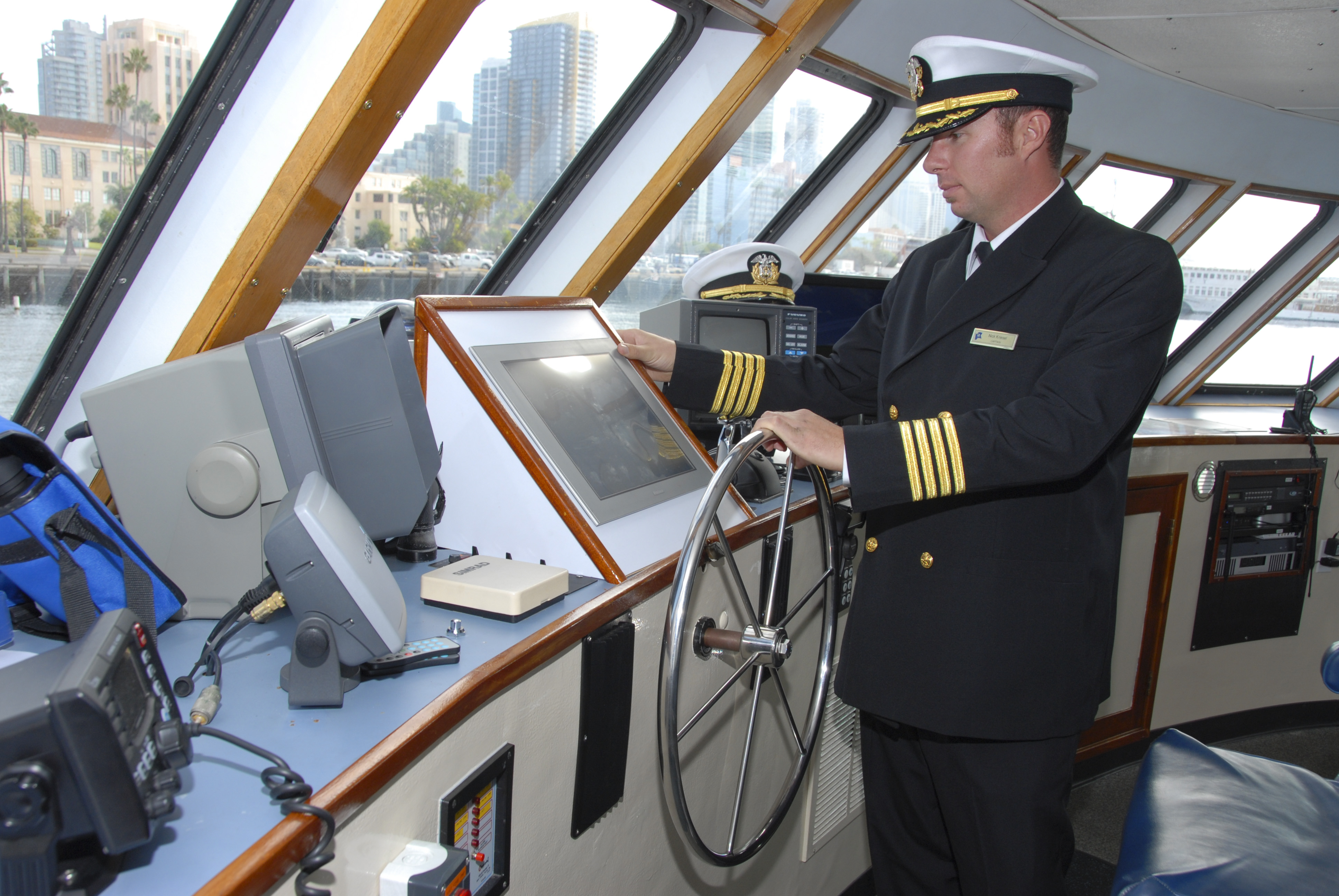
Het stuurwiel op een scheepsbrug

Roercommando's, ook wel roerorders of roerbevelen genoemd, zijn de instructies die gegeven worden aan de roerganger op een schip om het roer in een bepaalde positie te draaien.

## Inleiding
De standaardroercommando's worden in de Engelse taal uitgevoerd, voldoen aan de gestelde eisen van de STCW- en SOLAS-conventies en zijn vastgelegd onder de SMCP part A, AII/1 Standard Wheel Orders. Elk roercommando dat door de kapitein, stuurman of loods wordt gegeven, moet worden herhaald door de roerganger. Degene die het commando geeft, moet erop toezien dat de roerganger het bevel zo snel en correct mogelijk uitvoert. Zodra het schip of het roer zich in de juiste positie bevindt, moet de roerganger het commando een tweede keer herhalen. De roerganger moet het commando blijven uitvoeren tot een tegenbevel gegeven wordt. Indien het schip niet op de handelingen van de roerganger reageert, moet hij dit zo snel mogelijk rapporteren.

### Procedure
1. Commando: de officier van wacht geeft het bevel aan de roerganger
2. Uitvoering: de roerganger herhaalt het bevel en voert dit onmiddellijk uit
3. Bevestiging: na uitvoering wordt het bevel door de roerganger een tweede keer herhaald

## Automatische piloot
Op zee of tijdens lange oversteken wordt het schip meestal gestuurd door middel van de automatische piloot. Dit systeem heeft als hoofdfunctie het schip op de ingestelde koers te laten varen, zodat er geen permanentie van een roerganger nodig is. 
Maar menselijk ingrijpen is in bepaalde situaties onvermijdelijk. Bij het manoeuvreren en onder bijzondere omstandigheden moet een roerganger het schip zelf besturen. Deze omstandigheden zijn:
- Zware storm
- Nauwe vaarwateren
- Aankomst bij de ankerplaats
- Aanlopen of verlaten van een haven
- Varen met een loods aan boord
- Aanmeren en verlaten van de kaai
- Defect aan de automatische stuurinrichting
- Tijdens het oplopen of kruisen van andere schepen op zeer korte afstand

## Voorbeelden van commando's
| Engels commando    | Nederlands                                                  | Betekenis                                                                        |
| ------------------ | ----------------------------------------------------------- | -------------------------------------------------------------------------------- |
| Midships           | Roer midscheeps                                             | Breng het roer in zijn midscheepse positie (0°)                                  |
| Port ten           | Roer tien links, bakboord tien                              | Draai het roer naar 10° bakboord                                                 |
| Starboard five     | Roer vijf rechts, stuurboord vijf                           | Draai het roer naar 5° stuurboord                                                |
| Hard-a-port        | Roer links, bakboord aan boord (hard bakboord)              | Draai het roer volledig naar bakboord (45°)                                      |
| Hard-a-starboard   | Roer rechts, stuurboord aan boord (hard stuurboord)         | Draai het roer volledig naar stuurboord (45°)                                    |
| Steady as she goes | Recht zo, recht zo die gaat, steady (koopvaardij: houen zo) | Houd de kompaskoers aan die men stuurt op het moment dat het bevel gegeven wordt |

Een koers die gevaren moet worden, wordt als volgt gegeven:
- Port, steer one eight two - Bakboord, stuur (of: koers) één acht twee, dat wil zeggen 182°
- Starboard steer zero eight two - Stuurboord, stuur (of: koers) nul acht twee, dat wil zeggen 082°

Antwoord van de roerganger wanneer het bevel is uitgevoerd:
- Steady on one eight two - Recht zo op één acht twee

## Nederlands Roercommando uit 1905
Op 1 april 1905 werd bij de Nederlandse Marine en het loodswezen het nieuwe Roercommando ingevoerd, dat bepaalde dat de commando's voor het draaien van het stuurrad "stuurboord" en "bakboord" dienden te zijn (eventueel gevolgd door de mate van roeruitslag), dat voor zeilvaartuigen de commando's "loeven" en "afhouden" van toepassing bleven en dat de commando's "aan lij het roer" en "op het roer" niet langer waren toegestaan. (Min. Res. van 22 november 1904 S/B No. 76.)